# François Boutard
Pour les articles homonymes, voir Boutard.
François Boutard, dit l'"abbé Boutard" né à Troyes en novembre 1664 et mort le 9 mars 1729, est un ecclésiastique et poète français néolatin.

## Biographie
Fils de marchand, il fait ses études au collège des oratoriens de Troyes, puis se fixe à Paris où il exerce comme précepteur et commence à versifier. Une ode latine en l'honneur de Bossuet le fait entrer dans les bonnes grâces de l'évêque, qui lui octroie une pension royale. Il entre alors dans les ordres et compose pour Louis XIV la plupart des vers dont sont ornés les monuments et les statues érigés en son honneur. Louis XIV le nomme membre de l'Académie royale des inscriptions et médailles en 1701 et lui confère le titre de « poète de la famille royale ».
François Boutard, qui s'était donné Horace pour modèle, se piquait de ressembler au poète latin tant par son expression que par son physique. Il faisait imprimer à ses dépens les odes qu'il composait en grand nombre, qui ne furent cependant jamais réunies en volume. Il fit également quelques traductions latines, dont seule fut publiée celle de La Relation sur le quiétisme de Bossuet.